# Titularbistum Chariopolis
Chariopolis (ital.: Cariopoli) ist ein Titularbistum der römisch-katholischen Kirche. 
Es geht zurück auf einen untergegangenen Bischofssitz in der gleichnamigen antiken Stadt, die in der römischen Provinz Europa lag. Der Bischofssitz war der Kirchenprovinz Herakleia Perinthos zugeordnet.
| Titularbischöfe von Chariopolis |                                  |                                                                                                |                    |                    |
| Nr.                             | Name                             | Amt                                                                                            | von                | bis                |
| 1                               | Silvester Jenks                  |                                                                                                | 20. September 1713 | Dezember 1714      |
| 2                               | Ján Kaczkowski                   | Weihbischof in Luzk (Polen-Litauen)                                                            | 25. Juni 1781      | 6. Januar 1789     |
| 3                               | Agabio Bsciai (Agapios Bishai)   | Apostolischer Vikar der Eparchie Alexandria (Ägypten)                                          | 3. Februar 1866    | 20. Februar 1887   |
| 4                               | Joachim-Pierre Buléon CSSp       | Apostolischer Vikar von Senegambia, Apostolischer Präfekt von Senegal (Französisch-Westafrika) | 6. Juni 1899       | 13. Juni 1900      |
| 5                               | Claude-Marie Chanrion SM         | Apostolischer Vikar von Neukaledonien (Pazifischer Ozean)                                      | 1. September 1905  | 17. Oktober 1941   |
| 6                               | Timoteo Giorgio Raymundos OFMCap | emeritierter Bischof von Santorini (Griechenland)                                              | 4. Mai 1945        | 11. September 1970 |